# Лукаш Віктор Миколайович
Віктор Миколайович Лукаш (нар. 21 жовтня 1935, Харків — пом. 20 лютого 2019, Київ) — радянський та український звукорежисер, композитор, педагог. Заслужений діяч мистецтв України (2018), доцент, президент Київського благодійного фонду сприяння теле-, кіно-виробникам «Мегаполіс», голова Асоціації звукорежисерів кіно та ТБ Національної Спілки кінематографістів України.

## Життєпис
Народився 21 жовтня 1935 року в Харкові в родині службовця. Закінчив Київський політехнічний інститут (1953 —1958, електроакустичний факультет), Київську консерваторію ім. Чайковського (1967, по класу фортепіано).
З 1958 року працював звукорежисером Київської студії телебачення, звукорежисером вищої категорії Національної кіностудії ім. Довженка, має досвід роботи на різних студіях, зокрема на студії «Lukas Film» (США), «Мосфільм» (Росія) та ін.
Брав участь в оформленні багатьох художніх стрічок, фільмів-вистав та хронікально-документальних картин, серед яких: «Дума про кохання», «Сторінки щоденника», «І земля стрибала мені назустріч», «Мистецтво», «Одеський трамвай», «На зорі туманної юності», «Чому посміхалися зорі», «Фараони», «Безталанна», «Вовчиця», «Дай серцю волю, заведе в неволю», «Лев Миколайович Ревуцький», «Обличчям до сонця», «Чую вас, чекайте», «Гвардійці хлібного поля», «Продовження подвигу», «Братерство», «Співуча Київщина», «Незвичайний рейс», «Я поспішаю на побачення» та ін.
16 вересня 2002 року була створена кафедра звукорежисури, як окремий структурний підрозділ Київського університету театру, кіно і телебачення ім. Карпенка-Карого — її очолив Лукаш Віктор Миколайович, як відомий фахівець звукорежисер вищої категорії Національної кіностудії імені О. П. Довженка. З того часу Віктор Миколайович Лукаш був завідувачем кафедри звукорежисури Київського університету театру, кіно і телебачення.
Помер 20 лютого 2019 року в Києві. Похований на Байковому кладовищі.

## Відомі учні
Серед учнів Віктора Миколайовича Лукаша велика кількість відомих і талановитих діячів мистецтв, зокрема: режисер, актор, та телеведучий Олександр Жеребко; звукорежисер, композитор та акторка Світлана Станіславчук та інші.

## Фільмографія

### Звукорежисер
- «Невідомий, якого знали всі» (1973, реж. В. Луговський)
- «Дніпропетровськ» (1977, док. фільм. Диплом VII Всесоюзного фестивалю телефільмів, Ленінград, 1977)
- «Мужність» (1980, т/ф, 7 а, реж. Б. Савченко)
- «Стратити не представляється можливим» (1982, реж. І. Шмарук)
- «Вир» (1983)
- «Повернення з орбіти» (1983, реж. О. Сурін, Золота медаль Паризького кінофестивалю)
- «Твоє мирне небо» (1984, реж.: І. Шмарук, В. Горпенко)
- «Женихи» (1985)
- «Жменяки» (1986)[6]
- «Годинникар і курка» (1989)[7]
- «Розпад» (1990, реж. М. Бєліков. «Золотий лев» Венеціанського кінофестивалю)
- «Христос воскрес» (1991, реж. В. Сперкач)[8]
- «Каїн» (1992)
- «Кайдашева сім'я» (1993)
- «Святе сімейство» (1997, у співавт. з Віктором Брюнчугіним)
- «Братство» (2005, реж. С. Клименко)
- «Інше життя, або втеча з того світу...» (2006, реж. В. Артеменко)

### Композитор
- «Людський голос» (1994)